# Al-Azimi
Abū ʿAbd Allāh Muḥammad ibn ʿAlī ibn Muḥammad al-Tanūkhī, noto anche con lo pseudonimo di al-ʿAẓīmī (in arabo أبوعبدالله العظيمي‎?; 1090 – 1161), è stato uno storico arabo.
Al-Azimi era un poeta e maestro di scuola ad Aleppo. Era un contemporaneo degli storici Hamdan ibn Abd al-Rahim al-Atharibi e Ali ibn Abdu-illah ibn Abi Jarada.

## Opere
Al-Azimi è autore del Al Muwassal 'ala al-Asl al-Mu'assal, una storia della Siria dall'anno 1063 fino al 1143/44. La cronaca di Al-Azimi è stata pubblicata in traduzione francese da Claude Cahen (La Chronique abrégée d'al-ʿAẓīmī, sul Journal asiatique del 1938). Al-Azimi ha anche composto l'influente Ta'rikh Halab (The History of Aleppo), fonte per le successive storie di Aleppo di Ibn al-Adim e Ibn Abi Tayyi.